# ベッドフォードQL
ベッドフォードQL（Bedford QL）は、第二次世界大戦期にイギリスのボクスホール社で開発され、イギリス軍およびイギリス連邦軍で運用された軍用トラックシリーズの名称である。

## 概要
ベッドフォードQLを開発した工業メーカーのボクスホール社は1903年から自動車製造業に参入し、1905年に拠点をイングランド東部のベッドフォードシャーに移転、1925年からはアメリカ合衆国の自動車メーカーであるゼネラルモーターズの傘下となり、1930年から"ベッドフォード"のブランド名を冠するバス、バン、トラックタイプの車両の生産を始めていた。第二次世界大戦前の1935年からはベッドフォードMWのシリーズ名で、後輪駆動、積載量15CWT（3/4トン）クラスの軍用小型ボンネットトラックの開発を始めており、1939年からは、同じく後輪駆動のボンネットトラック型で積載量60CWT（約3トン）のベッドフォードOY、および、OYをショートホイールベース化した積載量30CWT（約1.5トン）のベッドフォードOXの生産も併行して行っていた。
ベッドフォードQLは、4×4輪駆動の、キャブオーバー型、積載量60CWT（約3トン）クラスの新型軍用トラックとして、1939年頃より開発され1941年から実戦配備が始まった。
1945年の終戦までに、各タイプ合計で52,247両が生産され、イギリス軍およびイギリス連邦軍で広く使用された。

## バリエーション
ベッドフォードQLにも、ベッドフォードMWやベッドフォードOYと同様、いくつかの派生型があり、モデル名の末尾にアルファベットを付加して区別される。
Bedford QL1
試作型。
Bedford QLB
ウィンチを装備した車両。ボフォース 40mm対空機関砲用の牽引用車両は、荷台前半が兵員用スペース、後半には弾薬を搭載していた。また。これとは別にレッカー型も存在した。
Bedford QLC
特殊型。パネルバン型、ショップバン型、燃料タンカー型、ウォータータンカー型、消防車型など。
Bedford QLD
汎用のカーゴトラック型。QLシリーズの基本型で、最も多く生産された（総生産数の約半数）。対空機関砲を搭載した車両などもQLDから改造されて製作されている。
Bedford QLR
ショップバンタイプの荷台に無線通信設備を搭載した車両で、指揮車両あるいは通信車両として使用された。
Bedford QLT
兵員輸送型。カーゴトラック型とほとんど同じ造りだが、荷台部分とシャーシが後方に延長されている（ホイールベースは変わらない）。
Bedford QLW
荷台部分に動力を供給できる車両で、ダンプトラック型や、航空機のエンジン始動用クランク装備車両などが製作された。

## 画像

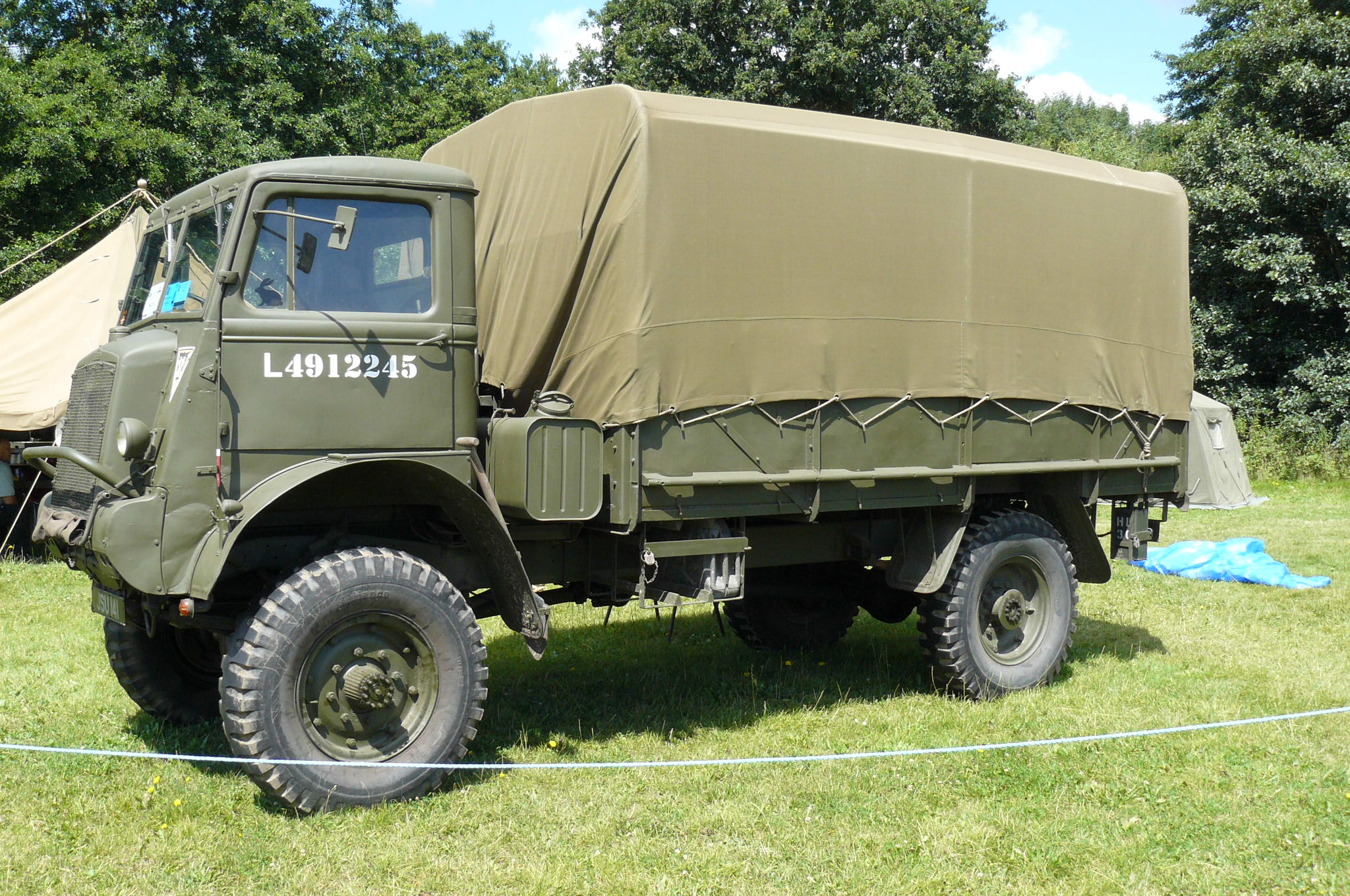
カーゴトラック型のQLD
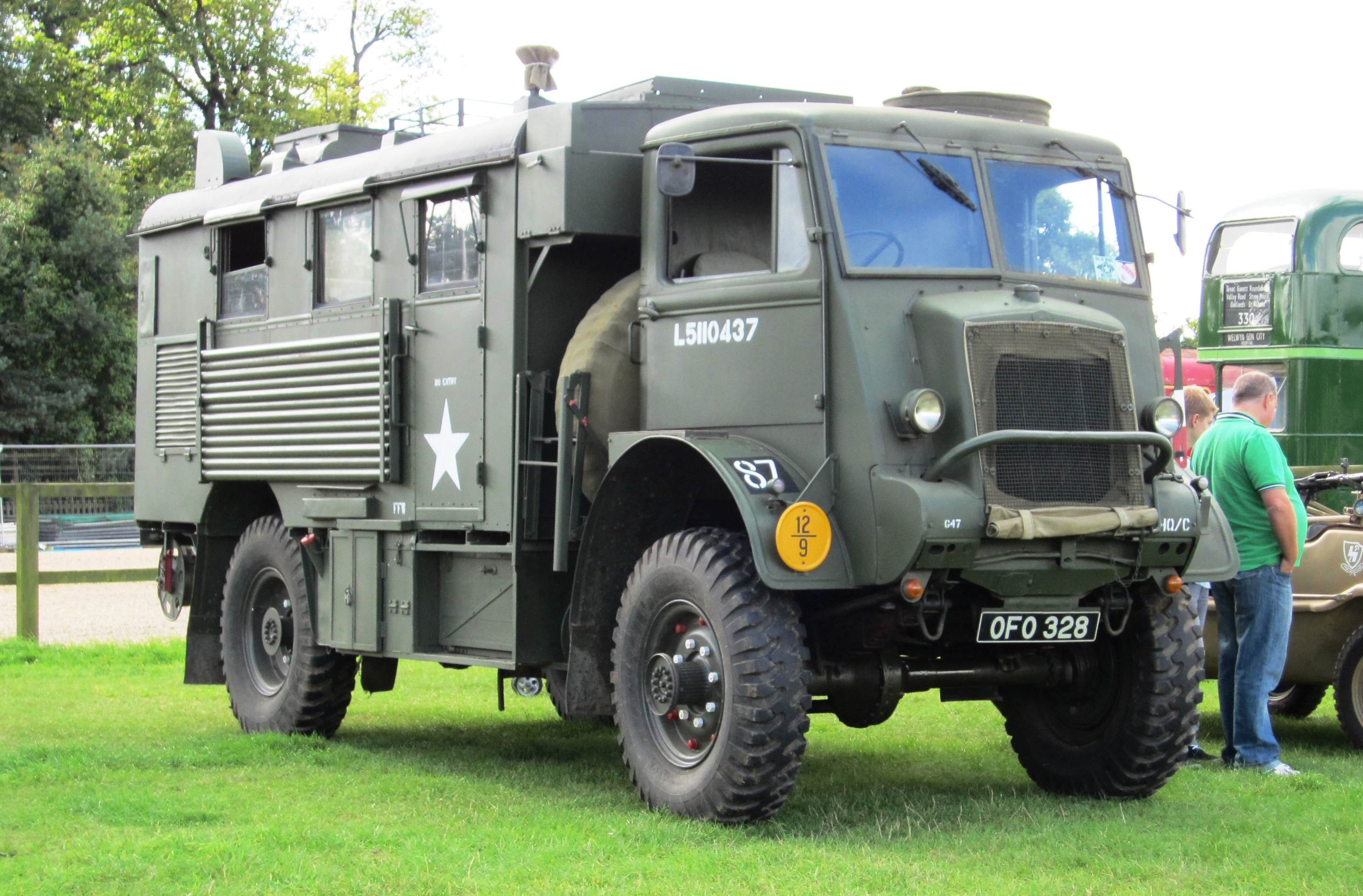
ショップバン型のQLCもしくはQLR
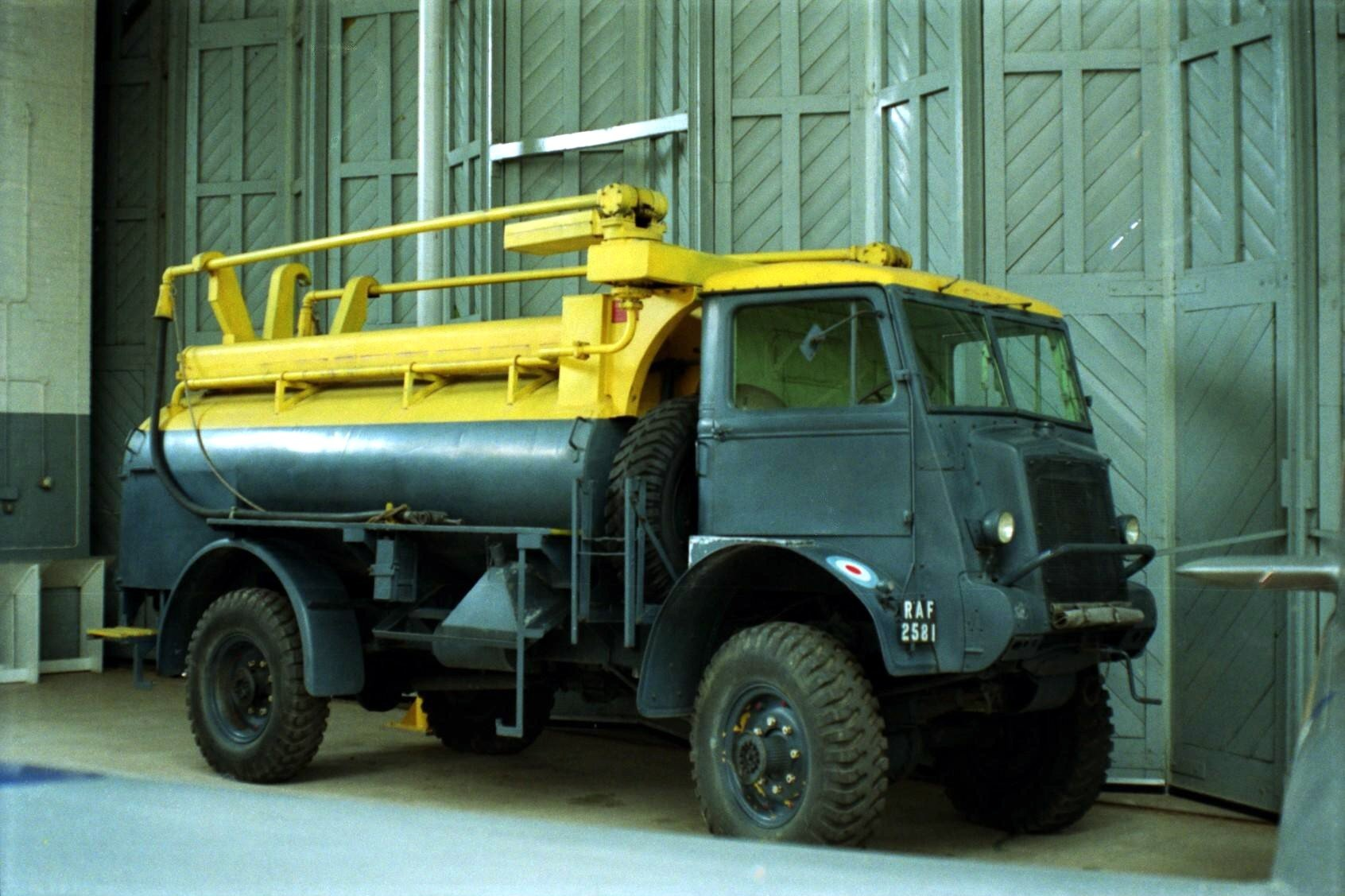
燃料タンカー型のQLC
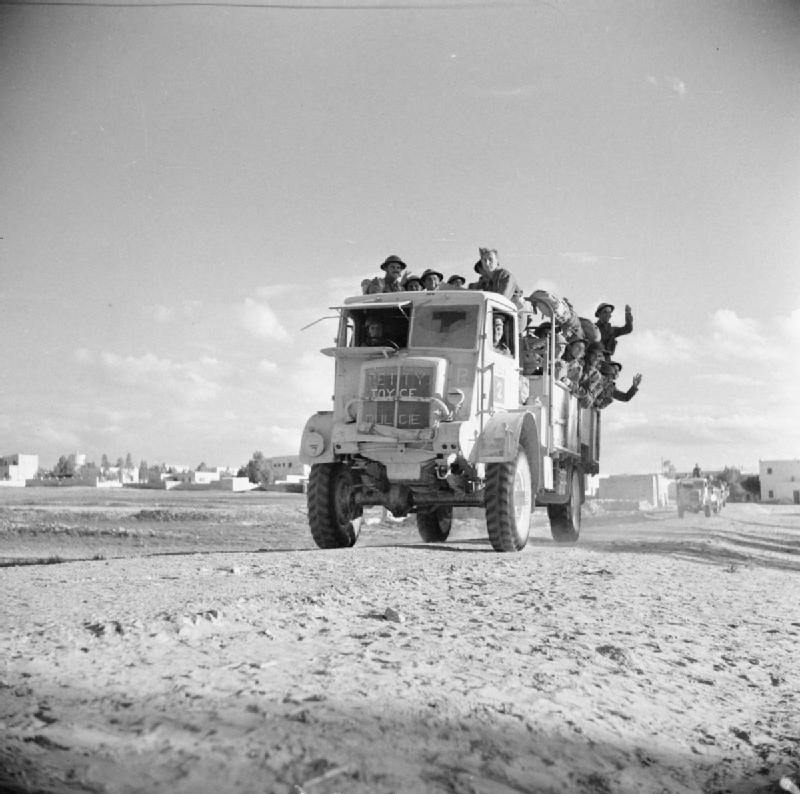
兵員輸送型のQLT。北アフリカ戦線、1943年。
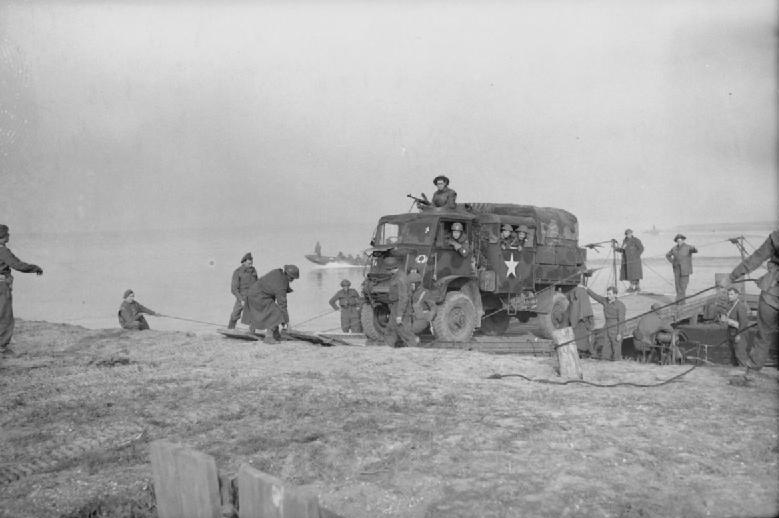
砲兵トラクター型のQLB。

## 使用国
- イギリス
- カナダ
- オーストラリア